# 君士坦丁堡條約 (1700年)
十七世紀末，俄羅斯沙皇國與奥斯曼帝国爆發長達十四年的俄土戰爭（1686年－1700年）。最終俄羅斯勝利，1700年7月13日雙方在君士坦丁堡簽訂和平條約。

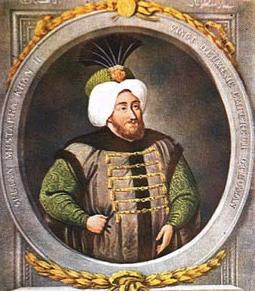
蘇丹穆斯塔法二世

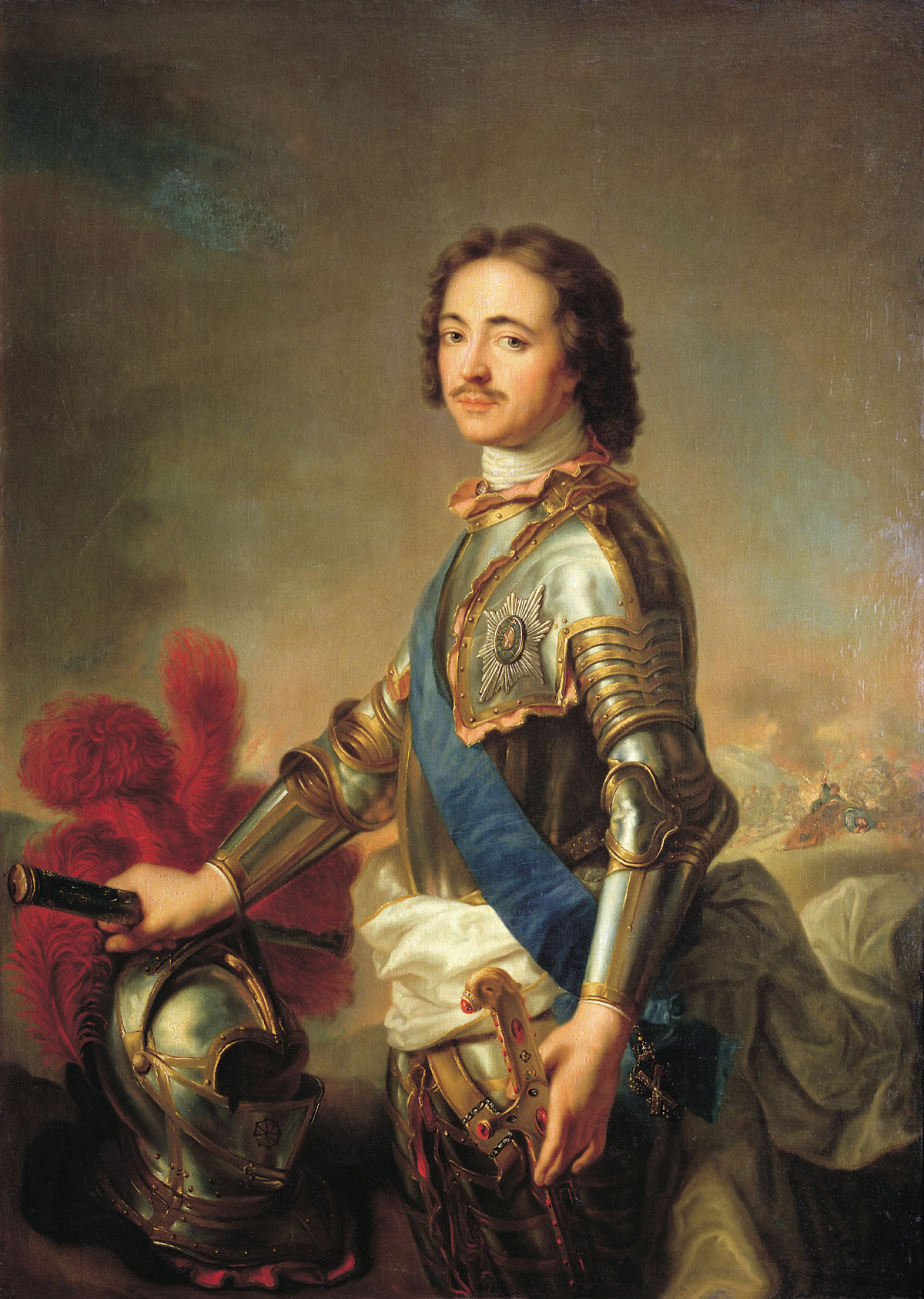
沙皇彼得大帝

奥斯曼帝国蘇丹穆斯塔法二世承認俄羅斯獲得亞速一帶的主權，換取俄羅斯放棄對刻赤海峽的聲索。俄羅斯每年獲得克里米亞汗國的稅賦。第聶伯河的下游地區，被視為中立地帶，雙方不得進駐武裝部隊。